# Krzywicze (gmina)
Krzywicze (pocz. Krzywice) – dawna gmina wiejska istniejąca do 1939 roku w woj. nowogródzkim/Ziemi Wileńskiej/woj. wileńskim (obecnie na Białorusi). Siedzibą gminy było miasteczko Krzywicze (623 mieszk. w 1921 roku).
Na samym początku okresu międzywojennego gmina Krzywicze należała do powiatu wilejskiego w woj. nowogródzkim. 13 kwietnia 1922 roku gmina wraz z całym powiatem wilejskim została przyłączona do objętej władzą polską Ziemi Wileńskiej, przekształconej 20 stycznia 1926 roku w województwo wileńskie. 1 kwietnia 1929 roku do gminy przyłączono część obszaru gminy Żośna w powiecie postawskim.
Po wojnie obszar gminy Krzywicze wszedł w struktury administracyjne Związku Radzieckiego.

## Demografia
Według Powszechnego Spisu Ludności z 1921 roku gminę zamieszkiwało 10163 osób, 4940 było wyznania rzymskokatolickiego, 4857 prawosławnego, 5 ewangelickiego, 313 mojżeszowego a 48 mahometańskiego. Jednocześnie 8634 mieszkańców zadeklarowało polską, 1512 białoruską, 2 niemiecką, 12 żydowską, 2 rosyjską a 3 tatarską przynależność narodową. Było tu 1761 budynków mieszkalnych.